# Izabelin (gemeente)
De gemeente Izabelin is een landgemeente in het Poolse woiwodschap Mazovië, in powiat Warszawski zachodni.
De zetel van de gemeente is in Izabelin.
Op 30 juni 2004 telde de gemeente 9 905 inwoners.

## Oppervlakte gegevens
In 2002 bedroeg de totale oppervlakte van gemeente Izabelin 64,98 km², waarvan:
- agrarisch gebied: 8%
- bossen: 91%

De gemeente beslaat 12,19% van de totale oppervlakte van de powiat.

## Demografie
Stand op 30 juni 2004:
| Omschrijving                   | Totaal | Totaal | Vrouwen | Vrouwen | Mannen | Mannen |
| ------------------------------ | ------ | ------ | ------- | ------- | ------ | ------ |
| eenheid                        | aantal | %      | aantal  | %       | aantal | %      |
| inwoners                       | 9 905  | 100    | 5 073   | 51,2    | 4 832  | 48,8   |
| bevolkingsdichtheid (inw./km²) | 152,4  | 152,4  | 78,1    | 78,1    | 74,4   | 74,4   |

In 2002 bedroeg het gemiddelde inkomen per inwoner 1 824,66 zł.

## Sołectwa
Truskaw, Laski, Izabelin B, Sieraków, Izabelin C, Hornówek, Mościska.

## Aangrenzende gemeenten
Czosnów, Leszno, Łomianki, Stare Babice, m.st. Warszawa